# Stéphane Jay
Pour les articles homonymes, voir Jay.
Stéphane Jay né à Grenoble le 10 décembre 1853 et mort à Grenoble le 9 novembre 1917, a été maire de Grenoble de 1896 à 1904.
Il succède le 4 novembre 1896 à Félix Poulat, mort accidentellement dans un accident de la circulation six mois après son élection. Il fait d'importants travaux de dégagement du centre-ville, accompagnés de grands projets immobiliers. Conseillé par Aristide Bergès, il organise le réseau électrique de Grenoble, créant le 1er octobre 1903, la Régie municipale du gaz et de l'électricité, qui existe toujours. Il fait électrifier les lignes de tramways, remplaçant ainsi les voitures hippomobiles et créant par la même le 13 avril 1897 la Société Grenobloise des Transports Électriques (SGTE).
C'est Stéphane Jay qui inaugure le 4 août 1897 en présence du président de la république, Félix Faure l'agrandissement du Palais du parlement du Dauphiné, dont les travaux avaient débuté quatre ans auparavant, sous la municipalité d'Auguste Gaché, mais aussi la Fontaine des trois ordres sur la place Notre-Dame, le Palais de l'université sur la place de la Constitution, le bâtiment de l'école de médecine ainsi qu'un monument en hommage à Doudart de Lagrée situé alors square des Postes. Ces inaugurations donnent lieu à de grandioses festivités dans les rues de la ville. Plusieurs rues, les quais de l'Isère et le pont de la Citadelle sont pavoisés aux couleurs de la République. Un immense arc de triomphe est conçu en l'honneur du président dans l'avenue Alsace Lorraine.
En septembre 1899, il inaugure le pont de l'Île-Verte reliant Grenoble à La Tronche, permettant ainsi l'étude du transfert des hôpitaux civils et militaires à La Tronche. Quatre mois plus tard, le 2 janvier 1900, démarrent les travaux de démolition d'immeubles de l'ancienne rue Saint-Louis, permettant ainsi la percée de la rue Félix-Poulat actuelle devant l'église Saint-Louis.
Lors des discussions sur la loi sur les associations, et bien que fervent républicain, il demande une exception pour le maintien du monastère de la Grande Chartreuse. Cette position indispose le Ministère et son propre parti. Lors des élections sénatoriales de 1903, il est combattu sous l'épithète de candidat des chartreux. Il échoue contre Gustave Rivet.
Dépité, Stéphane Jay ne se représente pas aux élections municipales de 1904, et se retire de la vie politique.
En 1917, lors de son enterrement, son cortège funèbre part de l'avenue Alsace Lorraine, passe par la place de Constitution (actuelle place de Verdun) et se dirige vers le cimetière Saint-Roch où il est inhumé le 11 novembre 1917.

## Hommages et distinctions
- Officier de la Légion d'honneur promu en 1901, Chevalier en 1894[3].
- Un quai de l'Isère à Grenoble porte son nom.